# 杜蒙 (科羅拉多州)
杜蒙（英語：Dumont）是位於美國科羅拉多州克利爾克里克縣的一個非建制地區。該地的面積和人口皆未知。

## 地理
杜蒙的座標為39°45′52″N 105°35′57″W / 39.76444°N 105.59917°W，而該地的平均海拔高度為2418米（即7933英尺）。